# حتشبسوت ميريت رع
مريت رع حتشبسوت هي ابنة تحتمس الثاني والزوجة الملكية العظمى لـ تحتمس الثالث من الأسرة الثامنة عشر، نحو 1450 قبل الميلاد، واخت نفرو رع.

## عائلتها
تشير الآثار إلى أن أم الملكة حتشبسوت مريت رع كانت الكاهنة «هوي». بعد وفاة الملكة «ساتياح» زوجة الفرعون تحتمس الثالث تزوجها وأصبحت زوجته الملكية العظمى. وأنجبت من تحتمس الثالث أمنحتب الثاني.

## تاريخ حياتها

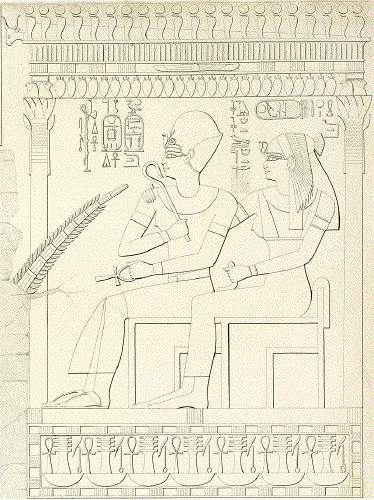
حتشبسوت مريت رع مع ابنها الفرعون أمنحتب الثاني.

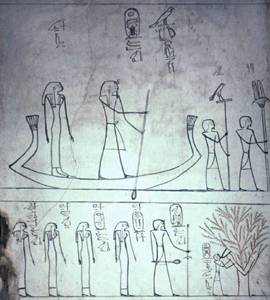
تحتمس الثالث وعائلته من مقبرته KV34. حتشبسوت مريت رع تقف خلفه مباشرة.

حملت الملكة حتسبشوت مريت رع عدة ألقاب: أميرة وارثة، الوحيدة، صاحبة الفخامة، أم الملك (موت نسوت)، ملكة الوجهين «نبت تاوي» (البحري والقبلي)، زوجة الملك «حمت نسوت»، وغيرها من الألقاب.
وأصبحت حتشبسوت مريت رع الملكة العظمى بعد وفاة الملكة «ساتيح». وذكرت في معبد تحتمس الثالث في مدينة هابو. وتوجد لها لوحة على جدار المعبد واقفة خلف تحتمس الثالث جالسا. وقد صورت تحمل التاج ذو الرشتين، وسميت «الزوجة الملكية العظمى».
كما صورت في عدة مقابر، واحدهم هي مقبرة زوجها تحتمس الثالث (مقبرة تحتمس الثالث، مقبرة رقم KV43) في وادي الملوك. وعلى أحد الأعمدة توجد لوحة وعليها الملكة حتشبسوت مريت رع تقف خلف تحتمس الثالث مباشرة، وتتبعها الملكة «ساتياح» والملكة «نبتو» والأميرة نفرتاري.

## اقرأ أيضا
- تحتمس الثالث
- حتشبسوت

## وصلات خارجية
- Merytre-Hatshepsut (webpage by Anneke Bart)